# João Paulo Sousa (escritor)
João Paulo Sousa (Porto, 1966) é um escritor português. Em 2019, foi homenageado com o Prémio Imprensa Nacional/Vasco Graça Moura.

## Biografia
Nasceu em 1966, na cidade do Porto. Frequentou a Faculdade de Letras do Porto, onde concluiu a licenciatura em Línguas e Literaturas Modernas, e o mestrado em Literatura Portuguesa Moderna e Contemporânea.
O seu primeiro romance foi A Imperfeição em 2001, seguindo-se Os Enganos da Alma em 2002, O Mundo Sólido em 2009, O Rosto de Eurídice em 2016 e Ninguém Espera por mim no Exílio em 2018, tendo estes dois últimos sido lançados pela editora Teodolito. O livro O Rosto de Eurídice foi apresentado em 25 de Fevereiro de 2016 no Cine-teatro Garrett, na Póvoa de Varzim, em conjunto com a obra Essa Terra do escritor brasileiro Antônio Torres. A obra O Mundo Sólido foi igualmente publicada no Brasil. Participou nas antologias Putas: Novo Conto Português e Brasileiro, de 2002, e Jovens Ensaístas Lêem Jovens Poetas, de 2008.
Em 2001 foi bolseiro do Ministério da Cultura no tema da criação literária. Também colaborou no weblog Da Literatura, entre 2005 e 2009, e nas revistas culturais Obscena, onde escreve sobre teatro, e Caliban. Escreveu igualmente vários ensaios sobre os temas de estética, teatro e crítica literária, destacando-se o ensaio Narrativa Vertical, publicado em 2021. Em Setembro de 2018, foi um dos artistas convidados no Festival Literário de Ovar.
A sua obra Narrativa Vertical. José de Almada Negreiros e o Romance da Modernidade recebeu o Prémio Imprensa Nacional/Vasco Graça Moura de 2019, organizado pela Imprensa Nacional-Casa da Moeda. Em 2020, o livro Ninguém Espera por Mim no Exílio foi um dos finalistas no Prémio Literário Casino da Póvoa 2020.